# Belém-Val de Cans flygplats
Belém-Val de Cans internationella flygplats – Júlio Cezar Ribeiro (portugisiska: Aeroporto Internacional de Belém-Val de Cans – Júlio Cezar Ribeiro) är en flygplats i Brasilien.  Den ligger i Belém i Pará, i den nordöstra delen av landet, 1 600 km norr om huvudstaden Brasília. Flygplatsen ligger 16 meter över havet.
Terrängen runt flygplatsen är mycket platt. Havet är nära flygplatsen västerut. Runt flygplatsen  är det mycket tätbefolkat, med 5 805 invånare per kvadratkilometer.. Närmaste större samhälle är Belém, 9,1 km söder om flygplatsen. 
Runt flygplatsen är det i huvudsak tätbebyggt.